# Даргис, Оскар
О́скар Да́ргис (латыш. Oskars Darģis; 3 июня 1993, Вентспилс) — латвийский футболист, вратарь клуба «Ауда».

## Биография
Оскар Даргис является воспитанником юношеского футбольного центра «Сконто». В 2009 году он на правах аренды присоединился к «Олимпу», в составе которого дебютировал в Высшей лиге Латвии.
В 2010 году Оскар Даргис вернулся в «Сконто», но уже летом «Олимп» вновь взял его в аренду к себе. На этот раз он в «Олимпе» выступал до апреля 2011 года, когда его в срочном порядке вызвали обратно в «Сконто», из-за того, что был серьёзно травмирован основной вратарь Каспар Икстенс.

## Достижения
- Обладатель Кубка Латвии: 2012